# الکسی چادوف
الکسی چادوف (انگلیسی: Aleksey Chadov؛ زادهٔ ۲ سپتامبر ۱۹۸۱) یک هنرپیشه اهل روسیه است.
از فیلم‌ها یا برنامه‌های تلویزیونی که وی در آن نقش داشته است می‌توان به جنگ و عشق در وگاس اشاره کرد.